# Kafia Kingi
Kafia Kingi (arabisk:كافيا كنجي) er en by og en mineralrig region i Sydsudan, på grænsen til Sudan og Den Centralafrikanske Republik.
Området skulle i henhold til vilkårene i den omfattende fredsaftale fra 2005, gives til Sydsudan, som krævede brug af Sudans "nord-syd-linje" fra 1. januar 1956. Det var først i 1960, at Kafia Kingi-området blev overført nord for denne linje og føjet til Darfur. Sudan kontrollerer i dag hele eller det meste af området, selv om sydsudanske styrker til tider siden uafhængigheden, kortvarigt har kontrolleret store dele.
Næsten hele Kafia Kingi (undtagen den sydlige del syd for Umblasha-floden) ligger i den sudanesiske Radom Nationalpark, der også er et et biosfærereservat, hvor to tredjedele også ligger inden for Kafia Kingis grænser, mens yderligere en tredjedel af nationalparken ligger i den sudanesiske region Syddarfur.
Kafia Kingi-regionen er et kendt tilflugtssted for elfenbenssmuglere, som ofte opbevarer Congolesisk elfenben i Kafia Kingi, før det føres nordpå til Darfur.